# Joe McCormick
Joseph Wallace McCormick, detto Joe (Buckingham, 12 agosto 1894 – Sudbury, 14 giugno 1958), è stato un hockeista su ghiaccio canadese naturalizzato statunitense.

## Palmarès

### Olimpiadi
- Argento a Anversa 1920 nell'hockey su ghiaccio.